# Osečina
Osečina (también, Osecina; en serbocroata cirílico, Осечина) es un municipio de Serbia situado en el distrito de Kolubara. Según el censo de 2022, tiene una población de 9951 habitantes.
La gran mayoría de la población se compone étnicamente de serbios, existiendo una minoría de gitanos.

## Localidades
Además de la capital, Osečina, pertenecen al municipio 18 pueblos:
- Bastav
- Belotić
- Bratačić
- Carina
- Dragijevica
- Dragodol
- Gornje Crniljevo
- Gunjaci
- Komirić
- Konjic
- Konjuša
- Lopatanj
- Osečina
- Ostružanj
- Pecka
- Plužac
- Sirdija
- Skadar
- Tuđin